# D'espairsRay
D'espairsRay (ディスパーズレイ?) var ett rockband från Japan.
De har haft konserter i Sverige somrarna 2007 och 2009. 2010 begav de sig ut på världsturné och hade konserter i bland annat Finland, Polen och Tyskland såväl som USA och Japan.
D'espairsRay splittrades 15 juni 2011 efter ett halvårs uppehåll.

## Medlemmar
- HIZUMI - sång
- Karyu - gitarr
- ZERO - bass
- TSUKASA - trummor

## Diskografi

### Album
- Coll:set (29 juni 2005)
- Mirror (11 april 2007)
- Redeemer (4 mars 2009)
- MONSTERS (28 juli 2010)

### Samlingar
- Immortal (29 december 2009)

### EP
- Kumo (蜘蛛, 21 oktober 2000)
- Genwaku (眩惑, 1 april 2001)
- Terrors (21 juli 2001)
- Sexual Beast (5 juni 2002)
- Born (28 april 2004)

### Singlar
- Maverick (12 februari 2003)
- Garnet (12 november 2003)
- Gemini (1 september 2004)
- Garnet (återutgivning, 19 oktober 2005)
- Kogoeru Yoru ni Saita Hana (凍える夜に咲いた花, 5 april 2006)
- Squall (14 mars 2007)
- Brilliant (14 maj 2008)
- Kamikaze (6 augusti 2008)
- Horizon (3 december 2008)
- Final Call (9 september 2009)
- Love Is Dead (14 april 2010)

### DVD
- Murder Day (23 september 2004)
- The World Outside the Cage (8 mars 2006)
- Live Tour 06 (Liquidize) (20 december 2006)
- Spiral Staircase #15 (5 september 2007)
- 10th Anniversary Live Closer to Ideal -Brandnew Scene- (29 december 2009)